# Mikhaïl Meltioukhov
Mikhaïl Ivanovitch Meltioukhov (en russe : Михаил Иванович Мельтюхов, né le 14 mars 1966 à Moscou, en RSFS de Russie (Union soviétique) est un historien militaire russe qui travaille à l'Institut panrusse de recherche scientifique pour la recherche sur les documents historiques et pour les études d'archives. 
Il s'est fait connaître grâce à son livre La chance manquée de Staline, qui traite des événements ayant conduit à la guerre germano-soviétique et à la thèse de la guerre préventive.